# DEHG Prag

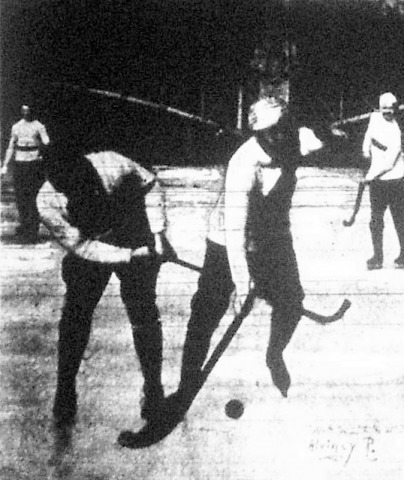
Spielszene gegen den Budapester Eislaufverein (1914)

Die DEHG Prag (Deutsche Eishockey Gesellschaft) war ein Sportverein aus Prag, der 1905 als Deutsche Eishockey Gesellschaft Bubentsch gegründet wurde. Er war einer der führenden Vereine im Eishockey vor dem Ersten Weltkrieg, vor allem im Eishockey mit dem Ball (heute Bandy genannt), aber auch beim Eishockey mit der Scheibe oder kanadischen Eishockey. Als Vertreter der deutschsprachigen Minderheit in Prag war er Mitglied im Deutschen Eislauf-Verband, nahm aber auch an den böhmischen und österreichischen Meisterschaften teil und vertrat Österreich sogar bei internationalen Meisterschaften. Im Dezember 1907 änderte die DEHG ihren Namen in Deutsche Eishockey Gesellschaft Prag.
Der Verein hatte außerdem Sektionen für Skisport und Bobsport. Später kamen auch Feldhockey hinzu.
Ende 1918 beschloss die Generalversammlung des Vereins sich dem LTC Prag anzuschließen. Trotzdem blieb die DEHG im Feldhockey aktiv und spielte mindestens ab 1922 auch wieder Eishockey.

## Eishockey und Bandy

### Bandy
Ursprünglich wurde im Verein Eishockey mit dem Ball gespielt, heute unter dem Bandy bekannt. Der Verein richtete unter anderem den Ringhoffer-Pokal aus, der als internationale österreichische Meisterschaft galt. Bei der ersten Austragung 1911 gewann die DEHG das Turnier und besiegte im Endspiel Česká sportovní společnost mit 4:3.

### Eishockey
Ab 1912 nahm der Verein auch an Meisterschaften im Eishockey mit der Scheibe, dem heutigen Eishockey, teil. Bei der ersten Turnierteilnahme, der Eishockeymeisterschaft der böhmischen Kronländer im Januar 1912, schied die DEHG nach einem 0:0 in der ersten Runde gegen den Zimni Sportklub Prag aus, während sie eine Woche später bei der böhmischen Meisterschaft ins Finale kam.
Der Verein war zunächst Mitglied des Deutschen Eislauf-Verbandes (da es noch keinen österreichischen Verband gab), trat aber für Österreich bei der Eishockey-Europameisterschaft 1912 an. Da Österreich noch nicht Mitglied der Weltverbands LIHG war, wurde diese Meisterschaft nachträglich annulliert. Auch bei der Europameisterschaft 1913 vertrat die DEHG den österreichischen Verband.
Ab 1913 wurde der Ringhoffer-Pokal zusätzlich als Turnier für Eishockey mit der Scheibe ausgetragen. In den Jahren 1913 und 1914 nahm die Mannschaft jeweils an den deutschen Meisterschaften teil. Im November 2014 wurde die DEHG in den Österreichischen Eishockeyverband aufgenommen.
Während des Ersten Weltkriegs wurde der Spielbetrieb eingestellt. Ab 1918 wurde in der DEHG vorerst nur noch Landhockey gespielt, bald aber wurde wieder Eishockey aufgenommen. 1922 veranstaltete die DEHG zum letzten Mal den Ringhoffer Pokal.
Die DEHG wurde Mitglied im Deutschen Eishockey Verband (DEHV), der Vertretung der deutschsprachigen Eishockeymannschaften in der Tschechoslowakei. Bei den Meisterschaften des DEHV nahm die DEHG zwischen etwa 1928 und 1938 in der böhmischen Gruppe teil.

### Sportstätte
Als Sportstätte diente der Sektion ab der Saison 1913 ein Eisplatz auf dem Belvedere.